# مپل گروو، شهرستان ساگیناو، میشیگان
مپل گروو (به انگلیسی: Maple Grove Township) یک منطقهٔ مسکونی در ایالات متحده آمریکا است که در شهرستان سگینا، میشیگان واقع شده‌است.
 مپل گروو ۹۵٫۰ کیلومتر مربع مساحت و ۲٬۶۶۸ نفر جمعیت دارد و ۲۰۳ متر بالاتر از سطح دریا واقع شده‌است.